# AFC Ajax (kvinder)
AFC Ajax er en hollandsk fodboldklub for kvinder, hjemmehørende i Amsterdam. Holdet repræsenterer AFC Ajax i kvindernes Eredivisie. Holdet blev etableret i 2012.

## Resultater i BeNe League / Eredivisie
| 4 |

| 3 |

| 3 |

| 2 |

| BeNe League           |
| Kvindernes Eredivisie |

| BeNe League           |
| Kvindernes Eredivisie |

## Aktuel trup
Oversigten er opdateret til og med 1. august 2019
| Nr. | Land    | Position | Spiller                     |
| --- | ------- | -------- | --------------------------- |
| 1   | Holland | MM       | Lize Kop                    |
| 2   | Holland | FO       | Liza van der Most           |
| 3   | Holland | FO       | Caitlin Dijkstra            |
| 4   | Holland | FO       | Lisa Doorn                  |
| 5   | Holland | FO       | Soraya Verhoeve             |
| 6   | Holland | MI       | Marthe Munsterman           |
| 7   | Holland | MI       | Desiree van Lunteren        |
| 8   | Finland | MI       | Iina Salmi                  |
| 9   | Holland | AN       | Ellen Jansen                |
| 10  | Holland | AN       | Linda Bakker                |
| 11  | Holland | AN       | Marjolijn van den Bighelaar |
| 12  | Holland | MI       | Jonna van de Velde          |

| Nr. | Land     | Position | Spiller                   |
| --- | -------- | -------- | ------------------------- |
| 15  | Holland  | AN       | Kirsten van de Westeringh |
| 16  | Holland  | MM       | Claire Dinkla             |
| 17  | Holland  | FO       | Kelly Zeeman (anfører)    |
| 18  | Holland  | FO       | Samantha van Diemen       |
| 19  | Tjekkiet | AN       | Lucie Voňková             |
| 20  | Holland  | AN       | Eshly Bakker              |
| 21  | Holland  | AN       | Vanity Lewerissa          |
| 23  | Holland  | MI       | Victoria Pelova           |
| 24  | Holland  | FO       | Lucie Akkerman            |
| 25  | Holland  | FO       | Kay-lee de Sanders        |